# Проседи
Про̀седи (на италиански: Prossedi, на местен диалект Prùssedi, Пруседи) е село и община в Централна Италия, провинция Латина, регион Лацио. Разположено е на 206 m надморска височина. Населението на общината е 1238 души (към 2010 г.).